# Novolozuvatka, Krîvîi Rih
Novolozuvatka (în ucraineană Новолозуватка) este un sat în comuna Hruzke din raionul Krîvîi Rih, regiunea Dnipropetrovsk, Ucraina.

## Demografie
Componența lingvistică a localității Novolozuvatka
     Ucraineană (93,06%)
     Rusă (6,94%)
Conform recensământului din 2001, majoritatea populației localității Novolozuvatka era vorbitoare de ucraineană (93,06%), existând în minoritate și vorbitori de rusă (6,94%).